# Hermes Helfricht
Hermes Helfricht (* 1992 in Radebeul) ist ein deutscher Dirigent und Pianist.
Ab der Saison 2025/2026 ist er Generalmusikdirektor des Theaters Erfurt und Chefdirigent der Elbland Philharmonie Sachsen.

## Leben
Von Hermes Helfricht selbst werden die Neujahrskonzerte der Wiener Philharmoniker mit Zubin Mehta als Beginn seiner Begeisterung für die klassische Orchester-Musik und das Dirigieren genannt.
Von 2001 bis 2010 war er Mitglied des Dresdner Kreuzchores, wo ihn Roderich Kreile die „ersten dirigentischen Schritte“ lehrte und zum Ersten Chorpräfekt ernannte.
Von 2011 bis 2015 studierte er an der Universität der Künste Berlin Orchesterdirigieren bei Lutz Köhler und Steven Sloane, sowie Kammermusik als zweites Hauptfach.
2013 gab er sein Debüt beim Bruckner Orchester Linz und wurde als Stipendiat im „Forum Dirigieren“ sowie später in der höchsten Förderstufe „Maestros von Morgen“ des Deutschen Musikrates unterstützt.
Als 2. Kapellmeister angestellt war Helfricht 2015/16 am Theater Erfurt, als 1. Kapellmeister am Theater St. Gallen von 2016 bis 2018 und ebenfalls als 1. Kapellmeister von 2018 bis 2025 an der Oper Bonn.